# 超光速通信
超光速通信（ちょうこうそくつうしん）は、光速より早く情報を伝える技術で、SFにしばしば登場する架空の通信技術である。
一般的に、アルベルト・アインシュタインの相対性理論によって、光速を超えて情報や物質を送ることは物理的に不可能とされている。しかし星々の世界を舞台とするSF作品では、光年単位で離れている恒星間の交流の際に通信速度の限界によるタイムラグがあっては都合が悪いため、超光速航法や超光速通信が設定されている。
このような事情から、ハードSFからスペースオペラなど様々なSF作品では、光や電波による通信だけでなく、さまざまな通信方法が編み出されている。

## さまざまな超光速通信
一般には超光速航法と超光速通信が同時に実現されている設定を採る作品が多いが、中には超光速航法は可能だが超光速通信は不可能か実現されていない（またはその逆）といった作品も見られる。一例として、超光速航法（ハイパースペース・トラベル）の開発史を描いたアイザック・アシモフのSF小説『ネメシス』では、ニュートン力学からマクスウェル方程式までに2世紀を要したことを例に挙げて、電磁波を扱う超光速通信の方が技術的難易度が高く実現していないとしている。
これらの区別は重要である。超光速航法において超光速通信は行える（少なくともなにかのメディアを運ぶことはできる）が、その逆は行えないからである（下記を参照）。

### タキオン通信
1960年代にジェラルド・ファインバーグが提唱した超光速の仮想粒子であるタキオンを用いた通信。正の質量を持つ通常物質（ターディオン）は常に光速より遅い速度で飛び、光速に達するためには無限大のエネルギーが必要なので、絶対に光速の壁を破ることはできないが、静止質量が虚数とされるタキオンは逆に常に光速より速く飛ぶことができるとされる。タキオンはエネルギーを加えられるにしたがって減速して光速に接近するが、決して光速より遅くはなれないという、通常物質とは逆の意味での「光速の壁」が存在する。
ただし、タキオンは未だ仮想上の存在であり、実際に検出されたという有力な報告はないため、まだ夢の通信技術である。また、たとえタキオンが実在したとしても、仮に通常物質とは一切干渉しないとしたら、観測すること、通信することは不可能なのではないかとも考えられる。

### 先進波通信
マクスウェル方程式から導き出される先進波（先行波）を利用した通信。マクスウェル方程式からは、時間について対称的な、未来に向かって進む遅延波と過去に向かって進む先進波の2種類の解が導き出されるが、このうち我々が使用できるのは、発信してから時間を置いて受信する遅延波の電磁波のみである。時間をさかのぼって発信より前に受信する先進波は決して観測にかからない。そのため、実用面では先進波の存在は無視される。この非対称について、リチャード・P・ファインマンは、未来から過去へ来る先進波は過去から未来へ向かう遅延波によって相殺され、観測できなくなるという吸収理論を唱えた。仮にこの先進波を利用できるとすれば、過去へ向かって情報を送信することもできる。

### EPR通信
二つの量子の相関関係が時を置かず即座に他方に伝わるという、アインシュタイン＝ポドルスキー＝ローゼンのパラドックスを応用した超光速通信。

### 並行宇宙を介する通信
超光速航行に使用できる並行宇宙が存在する場合、その宇宙での光速はこちらの宇宙の光速を基準とするとそれより速いと推測される（宇宙船が、光速より遥かに遅い速度で超光速移動という結果を得るのだから、電波はもちろんこちらの宇宙の基準で超光速で伝播する、という理屈である）。よって、通信電波を一度その宇宙を経由することで受信側に超光速で伝えるというわけである。同種のものに、ワームホールを介する通信もある。

### 超光速船による通信
超光速航法が可能であれば、その船に手紙や記憶装置など送信すべき情報を記録したものを乗せ、目的地へ輸送させることで超光速で情報を伝えることも可能となる。いわば超光速の飛脚便である。

### タイムマシンによる通信
同じく時間を遡るタイムマシンが可能であれば、たとえ光速より遅い速度で情報を運んでも、目的地へ到着する前に時間を遡れば、結果的に超光速で情報を運んだことになる。この方法だと過去へ向かって情報を送ることも可能となるので、因果律が崩壊する危険がある。
しかし、超光速通信が可能であれば、過去への通信が可能となり、因果律はいずれにせよ崩壊する。

### 棒による通信
どんなに力を加えても一切変形しない、極めて長い棒を星と星の間にわたして、その棒を押したり引いたりすることでモールス信号などの形で情報を送る。これは直感的には、たとえば一光年の長さの棒があれば、この棒を押すことで一光年先でも瞬時に情報を送ることができるように見える。
しかし、実際にはこれは不可能である。固体物質の一端を押したときにその力がその反対側まで伝わるのは、そもそも、原子の運動が、原子間に働く力 (主にクーロン力) を介して隣り合う原子に伝達されるからである。その力の伝達速度が光速以下なので、この通信方法によって光速を超えることはない。

## 超光速通信の問題
何百、何千、何万光年と離れた恒星間で、タイムラグのない交信が可能だとしたら、そのように離れた場所において、「同時」という絶対的概念が存在するということになる。それ自体が、アインシュタインの相対性理論に反する結果になる。例えば上記のタイムマシンを使った超光速通信を例にとって考えてみれば、一体どれだけの時間を遡れば、出発地と目的地で「同時」と言えるのかどうかという問題が生じる（100光年離れた目的地であれば、100年時間を遡れば問題なしだと思われるかもしれないが、アインシュタインの相対性理論を考えれば、異なる場所では時間の進み方が違うことを考えないといけない）。
さらに言えば、超光速通信がもしあれば過去への通信が可能となり、結果的に因果律が崩壊する。上記のように、相対性理論では同時という概念には絶対性がない(同時の相対性という)。惑星Aと惑星Bがあり、それぞれの惑星でA1,A2,…とB1,B2,…のように時間が流れているとする。「同時の相対性」より惑星Aから見た「同時」と惑星Bから見た「同時」には絶対性がないとする。単純化のために以下のような状況を仮定する。
惑星Aから見て　「A6とB1が同時」「A7とB2が同時」…
惑星Bから見て　「B1とA1が同時」「B2とA2が同時」… とする。
惑星Aから超光速通信で一旦惑星Bに通信を行い、通信が届いたらすぐに惑星Aに通信を返すことを考える。惑星間通信の遅れは1とする。最初にA10から通信を始めると
A10 →　(B5+1=) B6　→ (A6+1=) A7
と通信文は届き、結果的にA10からA7という過去への通信が可能になるのである。(同様に未来への通信も可能である。)過去への通信ができると因果律が崩壊する。明日の新聞を入手して、株価の変化を知りいくらでも儲けることが可能である。しかし、明日の新聞に自分の死亡事故の記事が載っていたとして、それを避けた場合、その記事そのものがなかったこととなり矛盾が発生する。（参考:『タイムマシンの話―超光速粒子とメタ相対論』都筑卓司著）